# Rhododendron catacosum
Rhododendron catacosum är en ljungväxtart som beskrevs av Isaac Bayley Balfour, Tagg in Tagg och Forrest. Rhododendron catacosum ingår i släktet rododendron, och familjen ljungväxter. Inga underarter finns listade i Catalogue of Life.